# Рихтгофены
Рихтгофены (нем. Richthofen) — дворянский род из Пруссии.

## История
Родоначальником является Себастьян Шмидт (1515—1553), архидьякон из Бернау. Его сын Самуэль Фабер (1543—1605), городской судья, мэр Франкфурта-на-Одере, был приемным сыном двоюродного брата его матери с 1562 года Паулюсом Преторием, выборщиком Бранденбурга, архиепископом Магдебургским и епископом Хальберштадтским. Самуэль получил поместье в Кёнигсборне и Бидерице и получил гербовую печать в 1561 году.
Сын Самуэля Тобиас Преториус (1576—1644), землевладелец в Бушфорверке недалеко от Шмидеберга в Силезии, был капитаном графа Шаффготшера. Его сын Иоганн Преториус (1611—1664), помещик Рауске близ Штригау и Хертвигсвальдау близ Яуэра, был возведён в чин богемского рыцаря 29 июля 1661 года.
Существовало две основные линии:
- Линия Хертвигсвальдау: возвышение до чешского баронского ранга 30 июля 1735 года для Самуэля фон Рихтгофена, лорда поместья в Хертвигсвальдау и других[1][2].
- Линия Кольхёэ: возведён в ранг прусского барона 6 ноября 1741 года для Самуэля Преториуса фон Рихтгофена, оруженосца в Кольхёэ возле Стригау, Рауске и других[3][2].

Обе линии существуют до сих пор, и раздроблены на множество маленьких.

## Имения
- замок Кольхёэ[нем.]
- Замок в Кляйн Розен
- Малич (ныне Малошув), принадлежал до 18 века
- Мертшютц (ныне Мерчице возле Вандроже-Вельке), 1841–1945 гг.
- Барцдорф
- Яуэр

## Знаменитые представители
- Фердинанд Фрайхерр фон Рихтгофен (1833—1905) — географ, исследователь гор Рихтгофен
- Хьюго Самуэль Фрайхерр фон Рихтгофен[нем.] (1842—1904) — верховный президент Восточной Пруссии
- Манфред фон Рихтгофен (1892—1918) — немецкий военный летчик-ас Первой Мировой войны, в честь него названа эскадрилья Рихтгофена[англ.]
- Лотар фон Рихтгофен (1894–1922) — немецкий военный летчик-ас Первой Мировой войны
- Вольфрам фон Рихтгофен (1895–1945) — немецкий военный летчик во время Первой мировой войны, генерал-фельдмаршал во время Второй мировой войны.
- Иоахим фон Рихтгофен[фр.] (1899—1993) — немецкий военный и государственный деятель
- Виктор фон Рихтгофен[нем.] (1839—1909) — прусский генерал-лейтенант.
- Герберт Фрайхерр фон Рихтгофен[нем.] (1879—1952) — дипломат, посланник министерства иностранных дел

## Топонимы
- Гора Рихтгофен — гора на северо-западе острова Алджер архипелага Земля Франца-Иосифа.

- Хребет Рихтгофена — одно из названий горного хребта Циляньшань